# Петар Гойнікович
Петар Гойнікович (серб. Петар Гоjниковић; *бл. 870 — †після 917) — жупан (князь) Рашки (Сербії) у 892—917 роках.

## Життєпис
Походив з династії Властимировичів. Син Гойніка, жупана Рашки. Зійшов на престол за допомогою Візантії, вигнавши свого двоюрідного брата Прибіслава. У 880 роках Гойнік після конфлікту з братом Мутімиром втік до Булгарського каганату. Втім Петар підтримав свого стрийка Мутімира, залишившись у Рашці. Але незабаром вимушений був втекти до Хорватії, під захист тамтешнього князя Бранімира.
Завдяки дипломатії Петар зумів забезпечити протягом тривалого часу утримання престолу. У 894 році переміг небожа Брана Прибіславовича, який вдерся до Рашки з Хорватії. Брана було схоплено й за наказом жупана засліплено. У 896 році було переможено двоюрідного брата Клонімира біля фортеці Дестінікон. 897 року Болгарія визнала Петра жупаном Рашки, натомість той визнав зверхність болгарських володарів. У цей же час Петар сприяв поширенню християнства серед сербів.
Змінили ситуацію амбіції спадкоємця болгарського трону — Симеона, який бажав стати царем і домігся коронації в Константинополі 913 року. Втім у 914 році стався політичний конфлікт між болгарами і візантійцями, що призвело до загострення візантійсько-болгарських відносин. Загострення це відбилося також на Рашці, з якою регентша при імператорі Зоя Карбонопсіна спробувала укласти союз з князем Петарм.
Водночас жупан Петар поширив свою владу Боснійську долину, на князівство Паганію і тим самим вступив у конфлікт з князем захумлян Михайлом Вишевичем, союзником болгар. Останній налаштував болгарського царя проти Петра, який нібито в змові з угорськими вождями готувався до походу проти Болгарії. В свою чергу жупан Петар намагався отримати підтримку від Льва Рабдуха, візантійського намісника Діррахія.
Цар Симеон I після перемоги над візантійцями у битві при Ахелої, того ж року спрямував проти Петра своє військо на чолі з сербським родичем — Павлом Брановічем, який був зведений Симеоном на сербський престол, а Петра було відправлено до Болгарії. Після цього Сербія знову опинилася під владою Болгарії. Подальша доля Петра невідома.